# Pablo Punyed
Pablo Oshan Battuto Punyed (Miami, Estados Unidos, 18 de abril de 1990) es un futbolista salvadoreño que juega como mediocampista en el Víkingur Reykjavík de la Úrvalsdeild Karla de Islandia.

## Carrera deportiva

### Fjölnir Reykjavík
Debutó profesionalmente con el Fjölnir Reykjavík de la 1. Deild el 12 de mayo de 2012 en un partido Fjölnir contra Vikingur Ólafsvik. Su posición habitual es mediocampista, juega de muy buena forma, gracias a su velocidad y técnica.

### Fylkir Reykjavík
El 20 de febrero de 2013 medios de comunicación islandeses confirmaron su pase al club Fylkir de la ciudad de Reykjavík, de la Primera División del Fútbol de Islandia. Firmó un contrato por 2 año. Debutando en la máxima categoría el 6 de mayo de 2013 en la primera fecha del campeonato islandés, contra Valur en la derrota de su equipo por 1-2. 

### Stjarnan Garðabær
En marzo de 2014, Punyed pasa al Stjarnan firmando por 2 años, procedente del Fylkir. Debutó en la jornada 1, en una victoria frente a su exequipo Fylkir (1–0). El 11 de agosto de 2014, punyed consiguió su primer gol en el club, anotando el gol de la victoria contra el Thor a los 90' + 4 minutos en un resultado final por 2-1. El 4 de octubre de 2014 su equipo venció 2-1 al FH Hafnarfjörður, para obtener el primer lugar en la última jornada del campeonato y así proclamarse campeón de la Úrvalsdeild Karla 2014. Punyed no fue titular en el encuentro, ingresó al 55′ minutos y fue partícipe del gane de su equipo. Con esto, las estrellas alcanzaron su primer título en la máxima categoría del fútbol islandés en su historia y logrando su primer título de liga en su carrera. Además con este título, Punyed se convirtió en el primer salvadoreño en ganar una liga europea. Con el equipo islandés también consiguió una Supercopa, en abril de 2015 contra el KR campeón de copa, el volante salvadoreño salió como titular y fue elegido el mejor jugador del partido, además de jugar previa de Liga de Campeones de Europa 2015/16 quedando eliminados ante el Celtic escocés y la Europa League 2014/15 eliminando a clubes como el Motherwell escocés y al Lech Poznań polaco en la ronda de play off quedando eliminados ante el Inter de Milán italiano, marcando historia para un jugador y su club.

### ÍBV Vestmannæyjar
El 4 de noviembre de 2015 se anunció que Punyed ficharía con el ÍBV Vestmannæyjar, firmó un contrato de 2 años. Su debut en el Úrvalsdeild Karla 2016 se dio el 7 de mayo, en el partido contra el Fjölnir en el Estadio Fjölnisvöllur. El resultado final fue de 2-0 a favor de los locales.

## Selección nacional El Salvador
El mediocampista debutó como internacional absoluto el 11 de octubre de 2014, en el encuentro amistoso frente a Colombia en el Red Bull Arena, de Harrison, New Jersey. Punyed fue titular los 90 minutos y el resultado acabó en derrota de 3-0.

## Estadísticas

### Clubes
Actualizado al último partido jugado el 5 de mayo de 2024.
| Fjölnir Reykjavík Islandia                  | 2.ª                 | 2012                | 22  | 4  | 1  | 0 | -  | - | 23  | 4  |
| Fjölnir Reykjavík Islandia                  | Total               | Total               | 22  | 4  | 1  | 0 | 0  | 0 | 23  | 4  |
| Fylkir Reykjavík Islandia                   | 1.ª                 | 2013                | 11  | 1  | -  | - | -  | - | 11  | 1  |
| Fylkir Reykjavík Islandia                   | Total               | Total               | 11  | 1  | 0  | 0 | 0  | 0 | 11  | 1  |
| Stjarnan Garðabær Islandia                  | 1.ª                 | 2014                | 20  | 2  | 2  | 0 | 8  | 0 | 30  | 2  |
| Stjarnan Garðabær Islandia                  | 1.ª                 | 2015                | 19  | 2  | 1  | 0 | 1  | 0 | 21  | 2  |
| Stjarnan Garðabær Islandia                  | Total               | Total               | 39  | 4  | 3  | 0 | 9  | 0 | 51  | 4  |
| ÍBV Vestmannæyjar Islandia                  | 1.ª                 | 2016                | 20  | 0  | 5  | 1 | -  | - | 25  | 1  |
| ÍBV Vestmannæyjar Islandia                  | 1.ª                 | 2017                | 22  | 1  | 5  | 2 | -  | - | 27  | 3  |
| ÍBV Vestmannæyjar Islandia                  | Total               | Total               | 42  | 1  | 10 | 3 | 0  | 0 | 52  | 4  |
| KR Reykjavík Islandia                       | 1.ª                 | 2018                | 20  | 1  | 2  | 1 | -  | - | 22  | 2  |
| KR Reykjavík Islandia                       | 1.ª                 | 2019                | 22  | 3  | 4  | 0 | 2  | 0 | 28  | 3  |
| KR Reykjavík Islandia                       | 1.ª                 | 2020                | 16  | 7  | 3  | 1 | 2  | 0 | 21  | 8  |
| KR Reykjavík Islandia                       | Total               | Total               | 58  | 11 | 9  | 2 | 4  | 0 | 71  | 13 |
| Víkingur Reykjavík Islandia                 | 1.ª                 | 2021                | 21  | 1  | 4  | 0 | -  | - | 25  | 1  |
| Víkingur Reykjavík Islandia                 | 1.ª                 | 2022                | 19  | 2  | 6  | 1 | 7  | 0 | 32  | 3  |
| Víkingur Reykjavík Islandia                 | 1.ª                 | 2023                | 25  | 3  | 5  | 0 | 2  | 0 | 32  | 3  |
| Víkingur Reykjavík Islandia                 | 1.ª                 | 2024                | 15  | 0  | 3  | 0 | 4  | 0 | 22  | 0  |
| Víkingur Reykjavík Islandia                 | 1.ª                 | 2025                |     |    |    |   |    |   |     |    |
| Víkingur Reykjavík Islandia                 | Total               | Total               | 80  | 6  | 18 | 1 | 13 | 0 | 111 | 7  |
| Total en su carrera                         | Total en su carrera | Total en su carrera | 252 | 27 | 41 | 6 | 26 | 0 | 319 | 33 |
| (2) No incluye goles en partidos amistosos. |                     |                     |     |    |    |   |    |   |     |    |

Reservas/Inferiores/Universidad
| Club                 | País           | Año         | Partidos | Goles |
| -------------------- | -------------- | ----------- | -------- | ----- |
| FUTSOC               | Estados Unidos | 2005 - 2007 |          |       |
| St. John's Red Storm | Estados Unidos | 2008 - 2011 | 84       | 10    |
| Total:               | Total:         | Total:      | 84       | 10    |

### Selección nacional
| Selección                                 | Año                 | Partidos | Goles |
| ----------------------------------------- | ------------------- | -------- | ----- |
| El Salvador                               |                     |          |       |
| 2014                                      | 4                   | 0        |       |
| 2015                                      | 11                  | 1        |       |
| 2016                                      | 4                   | 1        |       |
| 2017                                      | 3                   | 0        |       |
| 2018                                      | 0                   | 0        |       |
| 2019                                      | 1                   | 1        |       |
| 2020                                      | 2                   | 0        |       |
| 2021                                      | 2                   | 0        |       |
| 2022                                      | 0                   | 0        |       |
| 2023                                      | 0                   | 0        |       |
| 2024                                      | 4                   | 1        |       |
| Total en su carrera                       | Total en su carrera | 31       | 4     |
| Estadísticas hasta el 9 de junio de 2024. |                     |          |       |

### Goles internacionales
| Núm. | Fecha                   | Lugar                                         | Rival                | Gol   | Resultado | Competición                |
| ---- | ----------------------- | --------------------------------------------- | -------------------- | ----- | --------- | -------------------------- |
| 1    | 9 de octubre de 2015    | BBVA Compass Stadium, Houston, Estados Unidos | Haití                | 1 - 3 | 1 - 3     | Amistoso                   |
| 2    | 25 de marzo de 2016     | Estadio Cuscatlán, San Salvador, El Salvador  | Honduras             | 1 - 1 | 2 - 2     | Clasificación Mundial 2018 |
| 3    | 19 de noviembre de 2019 | Estadio Cuscatlán, San Salvador, El Salvador  | República Dominicana | 2 - 0 | 2 - 0     | Liga de Naciones 2019 - 20 |

## Palmarés

### Campeonatos nacionales
| Título                      | Club               | País     | Año  |
| --------------------------- | ------------------ | -------- | ---- |
| Úrvalsdeild Karla 2014      | Stjarnan Garðabær  | Islandia | 2014 |
| Supercopa de Islandia       | Stjarnan Garðabær  | Islandia | 2015 |
| Copa de Islandia            | ÍBV Vestmannæyjar  | Islandia | 2017 |
| Úrvalsdeild Karla 2019      | KR Reykjavík       | Islandia | 2019 |
| Copa de la Liga de Islandia | KR Reykjavík       | Islandia | 2019 |
| Supercopa de Islandia       | KR Reykjavík       | Islandia | 2020 |
| Úrvalsdeild Karla 2021      | Víkingur Reykjavík | Islandia | 2021 |
| Copa de Islandia            | Víkingur Reykjavík | Islandia | 2021 |
| Copa de Islandia            | Víkingur Reykjavík | Islandia | 2022 |
| Copa de la Liga de Islandia | Víkingur Reykjavík | Islandia | 2022 |
| Copa de Islandia            | Víkingur Reykjavík | Islandia | 2023 |